# Belisar
Belisar (egl. Flavius Belisarius ca. 505- 13. marts 565) var en byzantinsk general, kendt for sine sejrrige felttog under Justinian 1.. Han regnes blandt det Østromerske Kejserdømmes betydeligste feltherrer.
Ligesom kejseren stammede han fra Illyrien og havde tidligt gjort karriere og udmærket sig i 520'erne under kampe mod perserne. Hans store chance kom, da han i 532 var med til at knuse Nika-opstanden mod Justinian og derved reddede kejserparret i en vanskelig situation. Det synes for alvor at have bragt ham i søgelyset.
Belisars navn er først og fremmest knyttet til byzantinernes erobring af Nordafrika og Italien. 532-33 ledede han felttoget mod Vandalerriget i det nuværende Tunesien, hvor han med smidig udnyttelse af sine stridskræfter hurtigt knuste vandalernes hovedhær og erobrede landet, hvorpå han holdt et triumfindtog i Konstantinopel (den sidste ikke-kejserlige feltherre som opnåede en sådan ære). Fra 534 ledede han krigen mod østgoterne i Italien. Gennem en række dristige lynaktioner og overraskelsesangreb tog hans hære Sicilien, Syditalien og Rom (536), og under hans ledelse modstod byzantinerne goternes forsøg på generobring af Rom. Det lykkedes ham endda ved en list at lokke østgoterkongen til overgivelse. 540-44 var han væk fra Italien, men kaldtes tilbage, da byzantinernes herredømme smuldrede, og østgoterne atter gik til angreb. Denne gang kørte hans krigsførelse fast (til dels på grund af manglende støtte fra kejseren), og selv om det lykkedes ham at redde Rom fra ødelæggelse og for en tid at generobre den, nedlagde han 548 sin post og returnerede til Konstantinopel. Goternes endelige nedkæmpelse gennemførtes af efterfølgeren Narses.
I pauserne mellem krigene i Europa ledede Belisar krigene på den persiske front 544-46, hvor han med små midler opnåede betydelig fremgang. Også her kørte han dog fast og hjemkaldtes. Efter flere års otium havde han 559 sidste gang kommandoen og hindrede med stor dygtighed en farlig invasion fra Bulgarien, som truede Konstantinopel.
Belisar var én af Justinians mest indflydelsesrige mænd og opnåede yderligere position gennem et ægteskab med én af kejserinde Theodoras veninder. Ikke desto mindre faldt han et par gange i unåde. Grunden var formentlig kejserens jalousi og frygt for ”stærke mænd”; det lader også til at Belisarius' egenrådige optræden i krigssituationer skabte mistro, skønt han så vidt vides aldrig viste sig illoyal. 562 anklagedes han for indblanding i en sammensværgelse, var en tid helt i unåde, men blev snart løsladt. Til denne sag er knyttet en populær beretning om, at han blev blindet som straf og endte som en fattig tigger. Det synes at være en ren myte, som først opstod et halvt årtusinde efter.
Belisar var ikke periodens eneste dygtige byzantinske general, men viste sig som en stor taktiker med evner til at opnå succes med forholdsvis små hærstyrker. I krigsførelse var han næppe værre eller bedre end samtiden, men synes at have nydt udstrakt loyalitet hos sine soldater.